# ミコワイキ
ミコワイキ（Mikołajki [mʲikɔˈwai̯kʲi] (ドイツ語: Nikolaiken)）は、ポーランド、ヴァルミア＝マズールィ県、ムロンゴヴォ郡の町。ミコワイ地区の行政中心都市。1975年から1998年の間は、スヴァルスキ県に属していた。
マズールィ湖水地方（en）最大の湖、シニャルドヴィ湖近くにある。

## 歴史

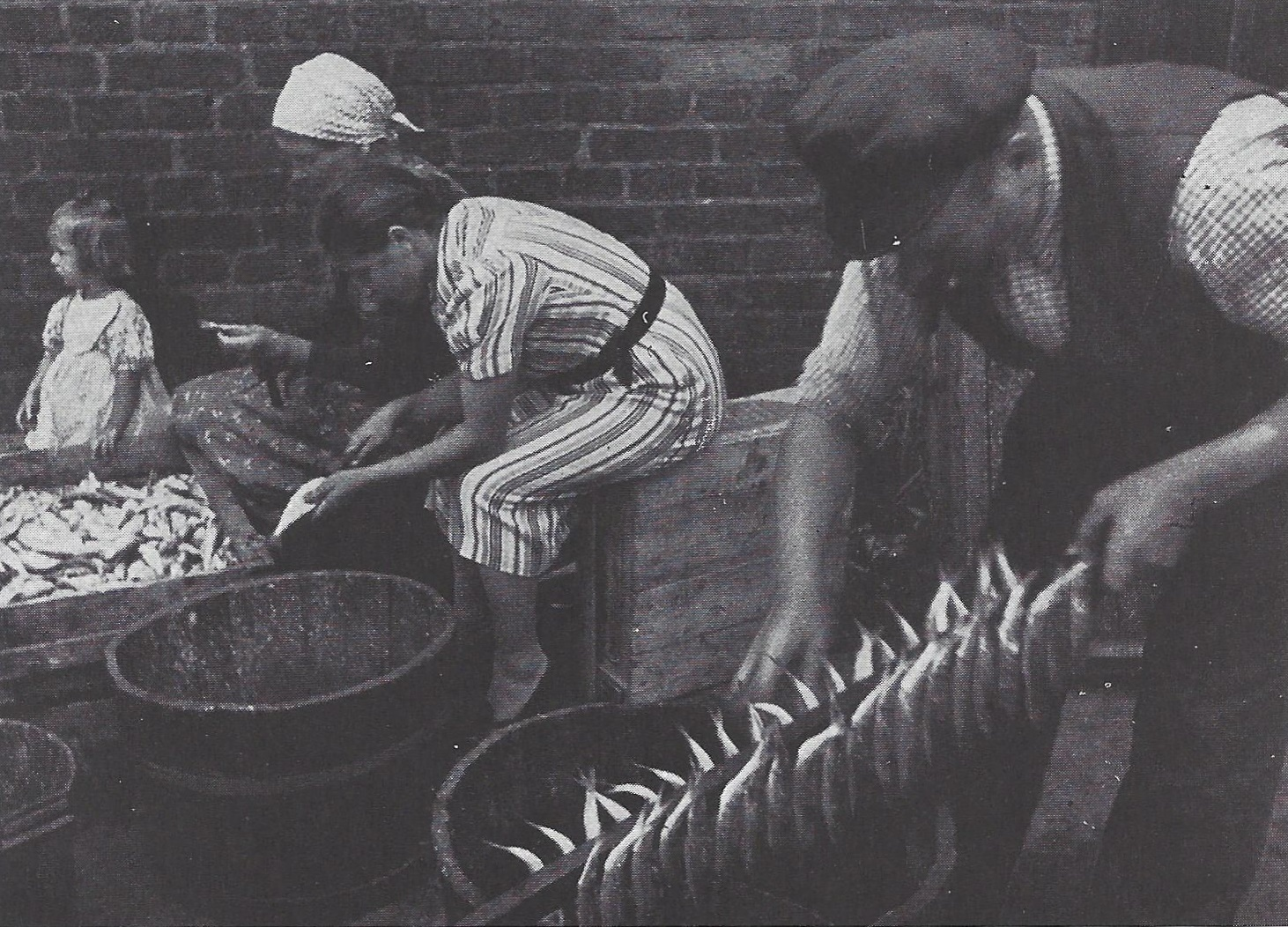
白身魚の調理風景（1920年代）

この都市の名前は、聖ニコラウス教会の守護聖人に由来している(聖ニコラウスのポーランド語の名前が聖ミコワイ)。現在のミコワイキのある場所には、もともと古プロイセン人の集落があった。ミコワイキが歴史に最初に登場したのは1444年である。15世紀の半ばには橋のたもとに二件の宿場があり、1516年に宿場に対する特権が更新されている記録が残っている。宿場は、ドイツ騎士団の衣料・食料を2頭立ての馬車でリン(ミコワイキの北約20kmの場所)まで輸送して戻る義務を負っていた。ミコワイキにおいて、ドイツ騎士団は取れた魚の半分を独占的に取り扱う権利をもっており、その魚は外国へ輸出された。また、湖と湖の間にある地峡に橋がかかっており、その橋を渡る人から通行料を徴収することで収入を得ていた。このミコワイキでタウテ湖とミコワイ湖がつながっているが、これらはドイツ騎士団領の時代につながった。
宗教改革以前のミコワイキの教会は、ヴァルミア教区群の教区ないし支部教会のリスト含まれていなかった。おそらくはリンのドイツ騎士団司祭が祭儀を行っていたのであろう。ドイツ騎士団領が世俗化しプロイセン公国に移行した(1525年)後、マズーレの多くのプロテスタント教区でポーランド語を話す牧師を迎えた。ミコワイキには、1552年にポーランド人牧師ヤクブ・ヴィラモフスキがやってきた。1798年には、ミコワイキでシュフィエンタ=リプカのカトリック神父が布教を行っている。
18世紀に定住地が拡大し、1726年にはプロイセン国王のフリードリヒ・ヴィルヘルム1世によって、ニコライケンの名で町特権が与えられた。当時はリネック、クニエッツ、コズウォヴォの3つの地区からなっていた。最後のコズウォヴォは、ミコワイキの中心部から見て、湖の対岸にある地区である。シニャルドヴィ湖に近接する立地から、ニコライケンの漁業は繁栄を続けていた。地域で獲れるマスは、東プロイセン中で特に人気であった。1843年にはマズーレの定期航路が開設され、ミコワイキが栄えるきっかけとなる。1911年には、ムロンゴヴォやオジェシュと鉄道で結ばれた。1920年からは観光地として知られるようになる。
1945年まで、町はプロイセン王国の東プロイセン、ゼンスブルク郡の一部であった。第二次世界大戦中のニコライケンは、戦闘で破壊されなかった数少ない東プロイセンの町の1つであった。ミコワイキ内、ミコワイ湖の西岸にはワルリⅡというコードネームのアプヴェーアが活動していた。1940年から対ソ連情報を収集しており、総統大本営がケンシントン付近の森に移転してからは、このヴォルフスシャンツェに直接報告をおこなっていた。1944年8月のケーニヒスベルク爆撃の前には、ケーニヒスベルクの公文書がミコワイキに移された。大戦後、町はポーランド領となった。ドイツ系住民は、ポーランドとソビエト軍による東プロイセン撤収（en）とドイツ人追放によって町を追われた。

## 気候
| ミコワイキの気候                                            | ミコワイキの気候 | ミコワイキの気候 | ミコワイキの気候 | ミコワイキの気候 | ミコワイキの気候 | ミコワイキの気候 | ミコワイキの気候 | ミコワイキの気候 | ミコワイキの気候 | ミコワイキの気候 | ミコワイキの気候 | ミコワイキの気候 | ミコワイキの気候 |
| 月                                                          | 1月              | 2月              | 3月              | 4月              | 5月              | 6月              | 7月              | 8月              | 9月              | 10月             | 11月             | 12月             | 年               |
| ----------------------------------------------------------- | ---------------- | ---------------- | ---------------- | ---------------- | ---------------- | ---------------- | ---------------- | ---------------- | ---------------- | ---------------- | ---------------- | ---------------- | ---------------- |
| 最高気温記録 °C （°F）                                      | 11.9 (53.4)      | 15.9 (60.6)      | 22.1 (71.8)      | 30.0 (86)        | 31.1 (88)        | 32.8 (91)        | 34.9 (94.8)      | 34.4 (93.9)      | 33.9 (93)        | 24.2 (75.6)      | 16.6 (61.9)      | 12.5 (54.5)      | 34.9 (94.8)      |
| 平均最高気温 °C （°F）                                      | −0.1 (31.8)      | 1.2 (34.2)       | 5.8 (42.4)       | 12.9 (55.2)      | 18.4 (65.1)      | 21.6 (70.9)      | 23.8 (74.8)      | 23.3 (73.9)      | 18.1 (64.6)      | 11.7 (53.1)      | 5.6 (42.1)       | 1.4 (34.5)       | 12.0 (53.6)      |
| 日平均気温 °C （°F）                                        | −2.4 (27.7)      | −1.6 (29.1)      | 1.8 (35.2)       | 7.8 (46)         | 13.0 (55.4)      | 16.5 (61.7)      | 18.8 (65.8)      | 18.3 (64.9)      | 13.7 (56.7)      | 8.2 (46.8)       | 3.5 (38.3)       | −0.6 (30.9)      | 8.1 (46.6)       |
| 平均最低気温 °C （°F）                                      | −4.7 (23.5)      | −4.3 (24.3)      | −1.6 (29.1)      | 3.2 (37.8)       | 8.2 (46.8)       | 12.1 (53.8)      | 14.4 (57.9)      | 14.0 (57.2)      | 10.0 (50)        | 5.4 (41.7)       | 1.5 (34.7)       | −2.6 (27.3)      | 4.6 (40.3)       |
| 最低気温記録 °C （°F）                                      | −31.6 (−24.9)    | −30.9 (−23.6)    | −25.9 (−14.6)    | −9.1 (15.6)      | −3.3 (26.1)      | 2.3 (36.1)       | 6.5 (43.7)       | 5.2 (41.4)       | −0.6 (30.9)      | −9.8 (14.4)      | −18.2 (−0.8)     | −25.2 (−13.4)    | −31.6 (−24.9)    |
| 降水量 mm （inch）                                          | 33.5 (1.319)     | 29.6 (1.165)     | 35.2 (1.386)     | 36.2 (1.425)     | 59.3 (2.335)     | 72.8 (2.866)     | 81.9 (3.224)     | 79.8 (3.142)     | 53.6 (2.11)      | 54.7 (2.154)     | 41.3 (1.626)     | 36.4 (1.433)     | 614.2 (24.181)   |
| 平均降水日数 （≥0.1 mm）                                    | 16.83            | 15.10            | 13.59            | 11.69            | 13.14            | 14.36            | 14.32            | 12.71            | 12.71            | 13.68            | 15.57            | 16.39            | 170.10           |
| 平均降雪日数 （≥0 cm）                                      | 18.6             | 17.3             | 8.9              | 1.2              | 0.0              | 0.0              | 0.0              | 0.0              | 0.0              | 0.4              | 3.6              | 12.7             | 62.7             |
| % 湿度                                                      | 89.4             | 86.5             | 79.6             | 71.8             | 71.8             | 73.3             | 75.3             | 75.7             | 80.9             | 85.3             | 90.6             | 90.3             | 80.8             |
| 平均月間日照時間                                            | 39.2             | 63.3             | 126.5            | 197.8            | 256.7            | 254.5            | 264.3            | 247.3            | 168.2            | 105.7            | 37.9             | 28.4             | 1,789.8          |
| 出典1：Institute of Meteorology and Water Management        |                  |                  |                  |                  |                  |                  |                  |                  |                  |                  |                  |                  |                  |
| 出典2：Meteomodel.pl (records, relative humidity 1991–2020) |                  |                  |                  |                  |                  |                  |                  |                  |                  |                  |                  |                  |                  |

## 現在のミコワイキ
戦前より町は観光地として成長していた。現在はマズールィ地方最大の観光地の1つである。魅力的な湖沼地帯に位置するので、ミコワイキはポーランドにおけるヨットスポーツの中心地になっている。冬期の氷上セーリングは特に人気がある。ミコワイキにはマズーレ周回航路の停泊地がある。またホテル全部で1500人ほどの収容能力があり、そのうち1200人分はゴウェンビエスキホテルの分である。ホテルのほかにも、ペンションや民宿などの宿泊施設に数百の部屋がある。ミコワイキにはポーランド科学アカデミー環境研究所の水中生態学研究施設と気象水理研究所の気象水中生態学研究施設がある。主要な産業は漁業と観光業である。ロザリオ聖母教会と聖ニコラウス教会の２つの教区があり、他にプロテスタント系の2つの教会(ルーテル教会の教会とペンテコステ派の教会)がある。

## 主要な道路
- エウツカ通り - 両側二車線の主要道路で、ミコワイキを出て、オジェシュ、エウク、アウグストヴォにつながる道路の出発点に当たり、国道16号線の一部をなす。コレヨヴァ通りとの交差点から始まってミコワイキの市境までの範囲である。この道路の目立った建造物としては、線路の上に架かる陸橋がある。道路沿いには一般の住宅が数件ある。通りの名前はエウカに由来している。
- ムロンゴフスカ通り - 両側二車線の主要道路である。橋から鉄道の陸橋までの間、舗装されている。一般住宅、ドイツ風アパートが道路沿いに建っている。ムロンゴフスカ通りは、ミコワイ湖にかかる橋から始まり、市境のところまでの道である。ミコワイからムロンゴヴォやオルシュティンへ向かう道路の出発点に当たり、国道16号線の一部を成す。通りの名前はこの道が向かう方向にあるムロンゴヴォに由来し、ロムンゴヴォはミコワイキも属するムロンゴヴォ郡の行政中心都市である。この通りは15世紀の始めに定められ、当時のコズウォヴォへの道の一部でありまた、タウトヴィスコとセンスブルクを結ぶ道の一部であった。1516年、橋がかけられて通りが延長され、コズウォヴォをミコワイキと直接結ぶことになった。1911年には、この通りをまたぐ鉄道橋がかけられた。1930年代にムロンゴブォへ続く道とその周辺の道が舗装された。ムロンゴフスカ通り沿いにはホテル「ゴウェンビエスキ」、ペンション「ファラ」、「タブ」、および市立公園がある。
- ワルシャフスカ通り - 両側一車線の主要道路で、ミコワイキからウクタ、ルチャネ=ニダ、ピシュへ向かう道路につながり、県道609号線の一部をなす。この通り沿いにペンションが何件かとキャンピング場がある。ワルシャフスカ通りはムロンゴフスカ通りとの交差点から始まり、ミコワイキの市境までつづく。通りの名は、首都ワルシャワにちなむ。人民共和国時代は「1月25日通り」という名前であった[12]。
- 5月3日通り - 古くからある通りのひとつ。すべて舗装されている。コレヨヴァ通りとの交差点から始まり、ヴォルノシチ広場まで延びている。名前は、1791年にポーランドで最初の憲法が制定された日にちなむ。この通り沿いに郵便局とホテル「ヴァウクスキ」があり、古い様式のレンガ造りの建造物が残っている。
- ミハウ・カイカ通り - ミコワイキで最も長い通り。ヴォルノシチ広場から始まって市境まで延びている。20世紀初頭に建てられた、低層の建造物が見所である。ペンションが数件ある。通りの名前は、マズーレの偉大な詩人、ミハウ・カイカ(pl:Michał Kajka)にちなんでいる。この通りはディボヴォ方面に向かっている。
- コレヨヴァ通り - ミコワイキの主要道路のひとつ。国道16線の一部を成す。ミコワイ湖にかかる橋から始まり、鉄道の駅まで延びている。橋からシュコルナ通りとの交差点までは舗装されている。この通りには市役所、ミコワイキ駅、墓地がある。通りの名前は鉄道にちなんでいる(コレヨヴァとは"鉄道の"の意味)。人民共和国時代はレーニンの名が冠されていた。

## 観光スポット
- 三賢者教会(ルーテル教会、新古典主義建築、1842年シンケル設計) 
  - 木造のテラス
  - 格子状にあしらった(格間)ドーム天井
  - 塔(1880年建造)
- 墓地の礼拝堂(20世紀初頭に建造)
- ロザリオ聖母教会(カトリック、新ゴシック様式、1910年建造)
- ウクナイノ湖特別鳥獣保護地域
- 19世紀末から20世紀はじめにかけて建築された建造物群
- 宗教改革博物館

## ギャラリー

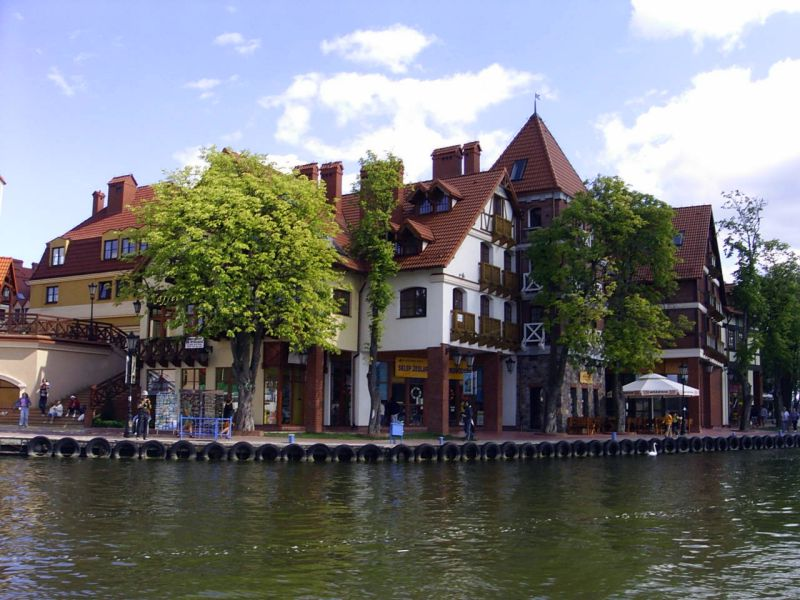
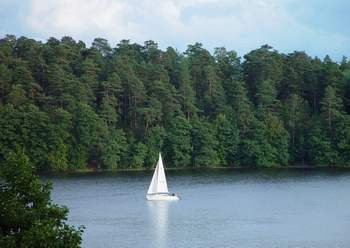
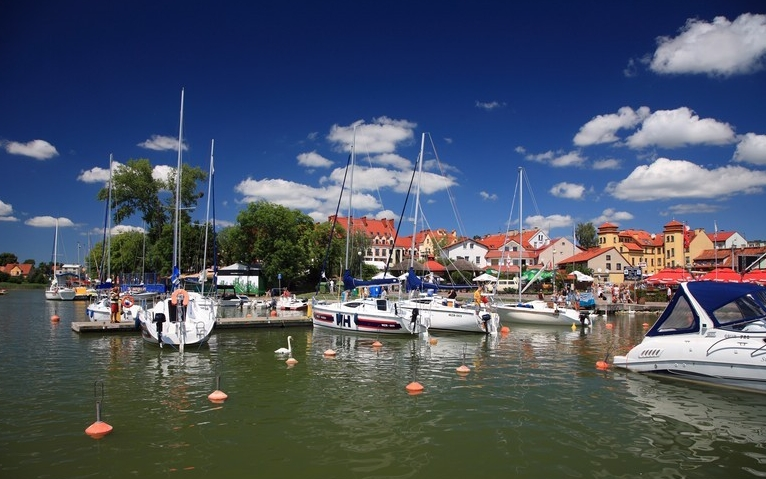
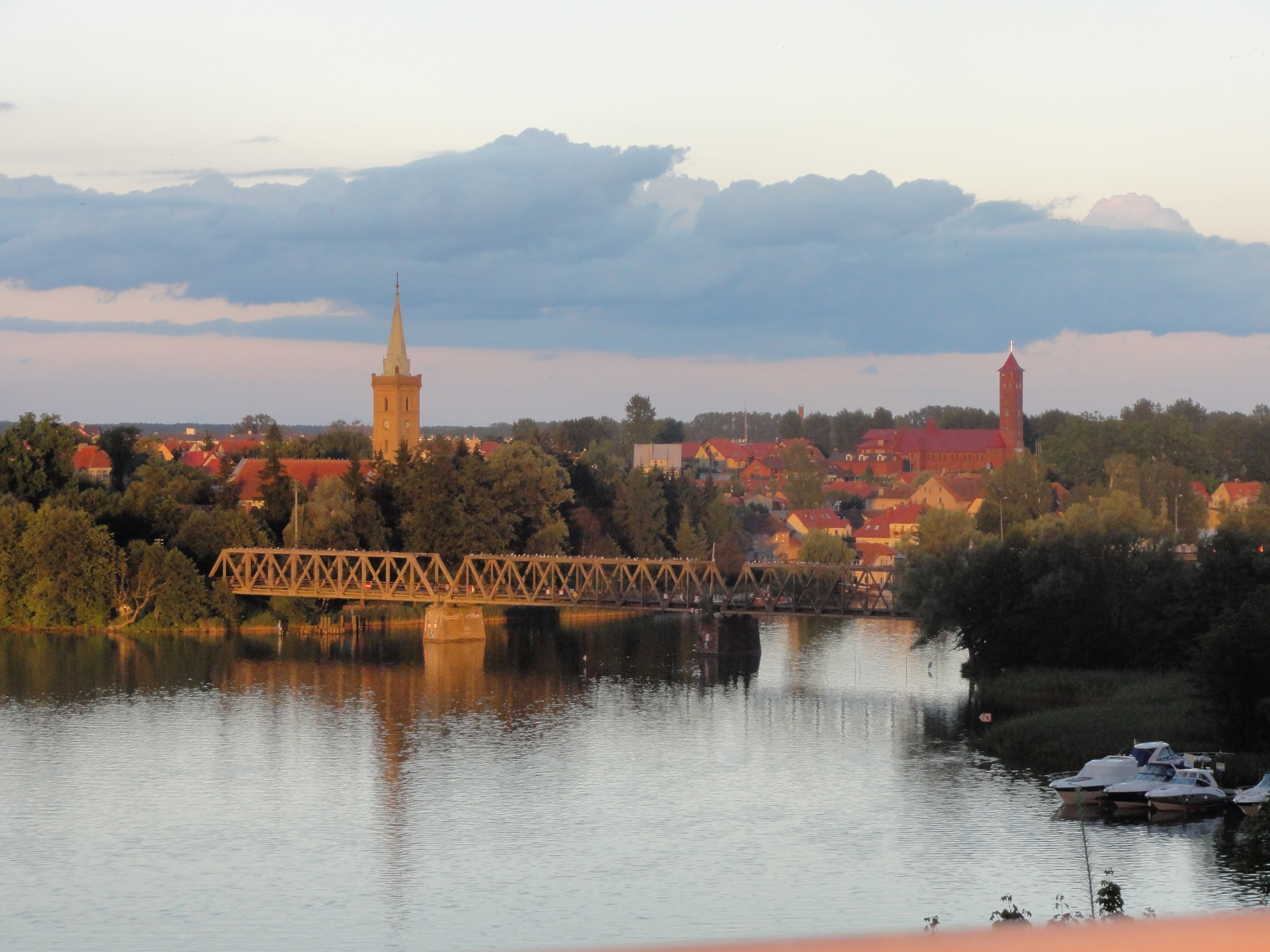
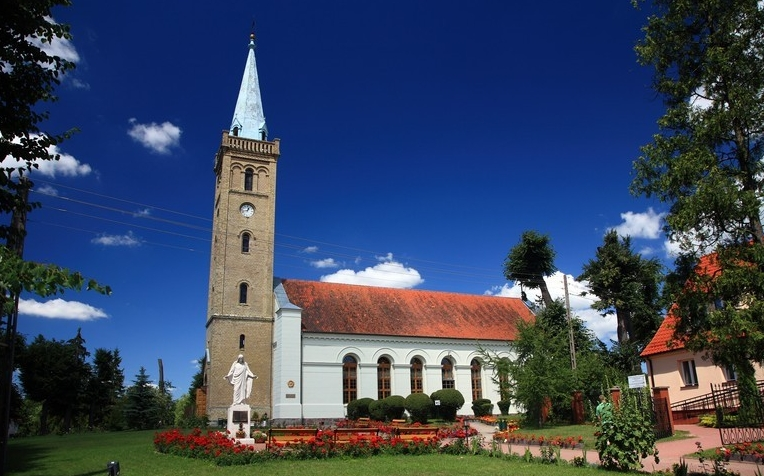
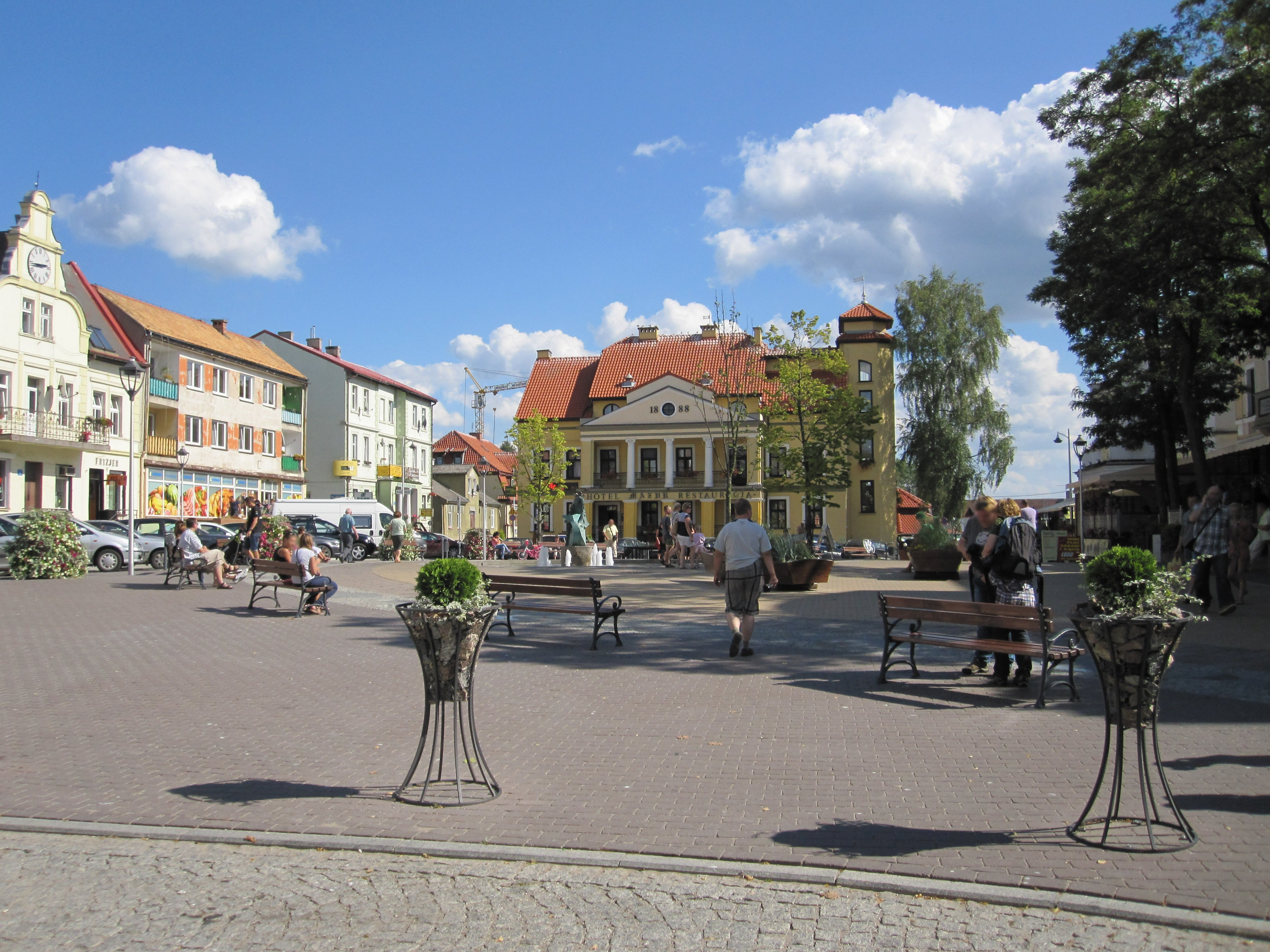